# Haematopota lacessens
Haematopota lacessens är en tvåvingeart som beskrevs av Austen 1908. Haematopota lacessens ingår i släktet Haematopota och familjen bromsar. Inga underarter finns listade i Catalogue of Life.